# Vers sotadéen
Un vers sotadéen ou vers sotadique (en latin : Sotadicus versus, en grec ancien Σωτάδεια ᾄσματα) a pour rythme fondamental l'ionique majeur | — — ∪ ∪ |. Le sotadéen est un tétramètre dicatalectique. C’est un vers utilisé en poésie morale et satyrique.

## Étymologie
Sa création est attribuée au poète grec Sotadès, d’où son nom.

## Schéma
Sotadès a lui-même écrit selon le schéma pur du vers :  Ἥρην ποτέ | φασιν Δία | τὸν τερπικέ|ραυνον […]
En utilisant — pour une syllabe longue, ∪ pour une courte, et X pour une syllabe anceps ou libre (dernière syllabe du vers, soit — soit ∪), il se schématise de la façon suivante :

| — — ∪ ∪ | — — ∪ ∪ | — — ∪ ∪ | — X |

Beaucoup de remplacements sont possibles :
- au niveau du mètre, l'ionique majeur peut être remplacé par l'ionique mineur : | ∪ ∪ — — |, par le molosse : | — — — | et même par des trochées : | — ∪ — ∪ |.
- au niveau des syllabes la 2e longue du majeur (moins souvent la 1re) peut être remplacée par deux brèves.

## Parentés
Les syllabes sont le plus souvent 13, 14 ou 15. Le sotadéen peut donc être très proche de l'hexamètre dactylique, ce dernier représentant un registre héroïque contraire au sotadéen, ressenti comme vulgaire et parfois affecté. 

Un spondée final fait du sotadéen un vers dont le schéma métrique pur est palindromique, raison pour laquelle Sotadès est aussi connu pour être l'inventeur du palindrome.

## Exemples antiques

### En grec ancien
Voici sept vers sotadéens grecs :
| — ∪ — ∪ | — — ∪ ∪ | — ∪ — ∪ | — ∪ |

Τῆς τύχης σκοπεῖν δεῖ τὸ μέγιστον ὡς ἔλαττον͵

| — ∪ — ∪ | — — ∪ — | — ∪ — ∪ | — — | (deuxième mètre atypique)

καὶ τὸ μὴ παρὸν μὴ θέλειν  οὐδὲ γὰρ σόν ἐστιν.

| — ∪ ∪ ∪ ∪ | — — — ∪ | — — ∪ ∪ | — ∪ |

Ἀμφότερα μένειν οὐκ οἶδεν ἕστηκε γὰρ οὐδέν.

| — — ∪ ∪ | — ∪ — ∪ | — ∪ — ∪ | — ∪ |

Ἂν πλούσιος ὢν καθ’ἡμέραν σκοπῇς τὸ πλεῖον,

| — ∪ — ∪ | — ∪ — ∪ | ∪ ∪ ∪ — ∪ | — ∪ |

ἐς τοσοῦτον εἶ πενιχρός , ἐς περισσός.

| — ∪ — ∪ | — — — | — ∪ — ∪ | — — |

Ὡς πένης θέλει σχεῖν͵ καὶ πλούσιος πλέον σχεῖν͵

| — ∪ ∪ — — | — — | — — ∪ ∪ | — — | (erreur de West)

ἴσον ἔχουσιν αὐτῶν αἱ ψυχαὶ τὸ μεριμνᾶν.

### En latin
Voici quatre vers sotadéens latins :
| — — ∪ ∪ | — ∪ — ∪ | — ∪ ∪ ∪ ∪ | — — |

Huc huc cito convenite nunc, spatalocinædi,

| ∪ ∪ — ∪ ∪ | — — ∪ ∪ | — ∪ — ∪ | — — |

Pede tendite, curs(um) addite, convolate planta

| ∪ ∪ ∪ ∪ ∪ | — — ∪ ∪ | — ∪ — ∪ | — — | (premier mètre atypique, que certains du coup rectifient)

Femore facili, clun(e) agil(i) et manu procaces,

| — — ∪ ∪ | — — ∪ ∪ | — ∪ — ∪ | — — |

Molles, veteres, Deliaci manu recisi.